# (26214) Kalinga
(26214) Kalinga (1997 US10) – planetoida z pasa głównego asteroid okrążająca Słońce w ciągu 4,82 lat w średniej odległości 2,85 j.a. Odkryta 30 października 1997 roku.